# 앱 (영화)
《앱》(APP)은 2013년 공개된 네덜란드의 스릴러 영화이다. 이 영화는 2013년 4월 4일 네덜란드에서 극장에 개봉되었고, 한나 혹스트라가 모바일 앱을 통해 공포에 떨게 된 젊은 여성 역을 맡았다. 앱은 2014년 5월 9일 VOD와 디지털 출시와 함께 제한적으로 극장 개봉되었다.

## 줄거리
네덜란드 영화 '앱'은 파티에서 과음 후 정신을 잃었던 주인공 안나가 자신의 휴대폰에 'IRIS'라는 정체불명의 앱이 설치된 것을 발견하면서 시작된다. 처음에는 별다른 문제가 없어 보였지만, 점차 IRIS는 안나의 삶을 파괴적으로 간섭하기 시작하고, 안나는 앱을 삭제하려 하지만 번번이 실패한다. 앱을 제거하고 자신이 왜 표적이 되었는지 알아내려는 안나는 곧 자신이 생각했던 것보다 훨씬 큰 사건에 휘말렸음을 깨닫게 된다. 영화는 안나가 IRIS의 정체를 밝히고 자신의 삶을 되찾기 위해 고군분투하는 과정을 긴장감 있게 그려낸다.

## 배역
- 해나 혹스트라
- 이시스 카볼렛
- 로버트 드 후그
- 패트릭 마텐스

## 평가
영화는 관객이 영화를 보는 동안 스마트폰 앱을 통해 영화의 이야기를 확장하고 심화시키는 독특한 시도를 했다. 관객들은 'IRIS' 앱을 다운로드하여 영화 속 인물들에 대한 추가 정보, 다양한 카메라 앵글, 신문 기사 등을 확인할 수 있었다. 하지만 이러한 앱의 활용에 대한 평가는 엇갈렸다. 일부 평론가들은 영화 감상을 풍부하게 만드는 긍정적인 시도라고 평가한 반면, 다른 평론가들은 영화를 이해하는 데 필수적인 요소가 아니며 단순한 기믹에 불과하다고 지적했다.
영화 자체에 대한 평가도 엇갈렸다. 대부분은 긍정적인 평가를 내렸지만, 일부에서는 서둘러 마무리된 결말과 진부한 설정이 아쉽다는 의견을 제시했다. 특히, 앱을 활용한 기술적인 시도는 호평을 받았지만, 영화의 스토리텔링 자체는 다소 평범하다는 평가도 있었다. 결국 '앱'은 기술적인 시도는 돋보였지만, 스토리 구성과 전개에 있어서는 아쉬움을 남긴 영화라고 할 수 있다.